# Raoul Gabriel Ghislain des Rotours
Pour les articles homonymes, voir Rotours.
Raoul Gabriel Jules des Rotours de Cheaulieu (où Chaulieu), né le 8 avril 1860 à Avelin (Nord)  et mort le 28 mars 1900 dans la même ville, est un homme politique français.

## Biographie
Fils de Robert Eugène des Rotours, 5e baron des Rotours, il suit les cours de la Faculté catholique de Lille et y fut licencié en droit.
Il épousa, à Cambrai le 12 janvier 1886 Marthe Marie d’Haubersart, fille de Paul Alexandre Jean, Baron d’Haubersart, et de Laurence Quecq d’Henripet. Il fut élu conseiller de l’arrondissement de Pont-à-Marcq le 1er août 1886, maire d'Avelin en remplacement de son père le 6 mai 1888, jusqu'en 1900, puis, le 27 juillet 1895, conseiller général du Canton d'Orchies en remplacement de son père décédé. Enfin il fut élu, le 28 février 1897, député de la 2e circonscription de Douai, formée des cantons d’Orchies, d’Arleux et de Marchiennes. Vers 1900, Raoul fit bâtir à ses frais une école maternelle à Ennetières-lez-Avelin et se chargea de son entretien ainsi que de la maison attenante.
Il meurt à Avelin le 28 mars 1900, et laisse deux fils :
- Guillaume (1888-1970),
- Robert (1891-1980).